# Glochidium (cierń)

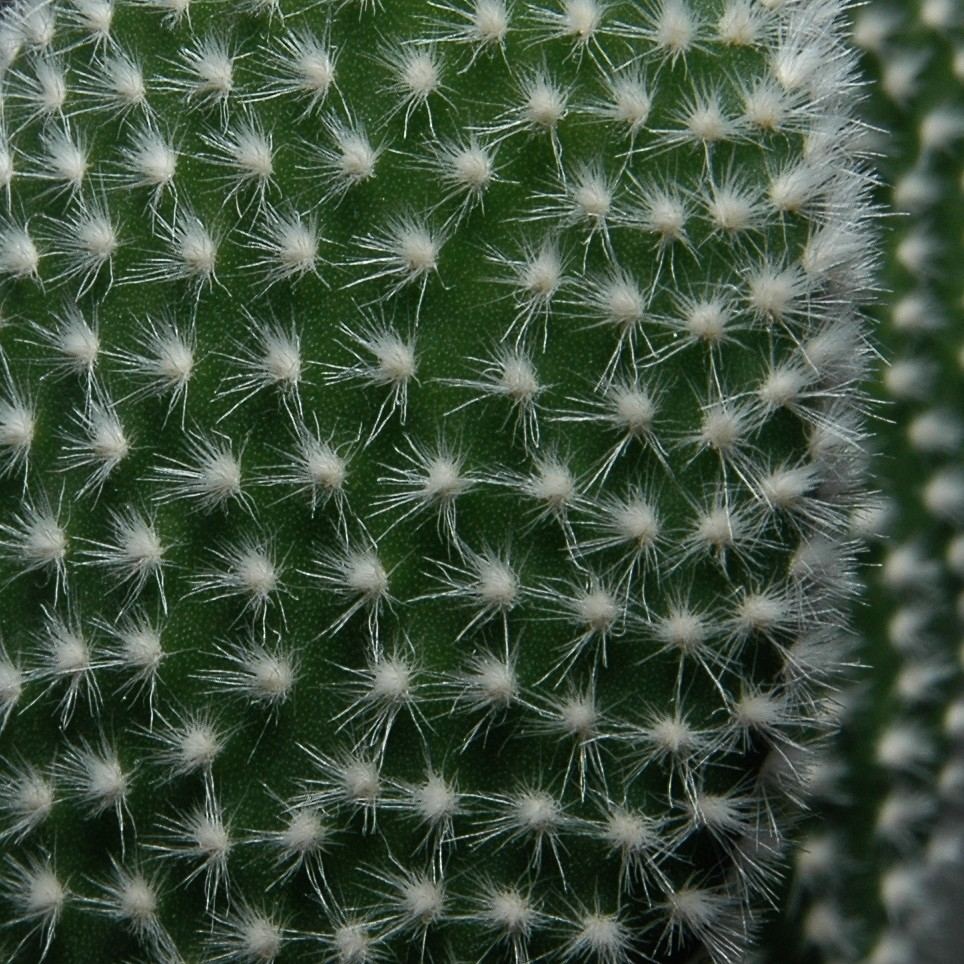
Glochidy opuncji

Glochidium (glochidy, glochidia) – bardzo krótki, słaby i mały cierń wyposażony w mikroskopijne, skierowane ku tyłowi haczyki. Po dotknięciu łatwo odłamują się, wszczepiają w naskórek i jeżeli nie usunie się ich – mogą spowodować stan zapalny skóry. Często rosną w skupiskach, np. u podstawy cierni.
Glochidy są charakterystyczne dla opuncji.